# 城市活力藝術節
城市活力藝術節為波蘭羅茲市的年度街頭藝術活動，通常於九月舉行。活動期間，來自世界各的畫家會在羅茲市中心的大小建築外牆上進行大型塗鴉畫作。該活動在2002年被法國塗鴉雜誌Graffiti Art Magazine評選為世界五大街頭藝術活動之一。

## 外部連結
羅茲城市活力藝術節官網 （页面存档备份，存于）